# Округљача
Округљача је насељено место у саставу општине Шпишић Буковица у Вировитичко-подравској жупанији, Република Хрватска.

## Историја
До територијалне реорганизације у Хрватској налазила се у саставу старе општине Вировитица.

## Становништво
На попису становништва 2011. године, Округљача је имала 272 становника.

## Попис1991.
На попису становништва 1991. године, насељено место Округљача је имало 320 становника, следећег националног састава:
| Попис 1991.‍  | Попис 1991.‍  | Попис 1991.‍ | Попис 1991.‍ | Попис 1991.‍ |
| ------------ | ------------ | ----------- | ----------- | ----------- |
|              |              |             |             |             |
| Хрвати       | Хрвати       |             | 290         | 90,62%      |
| Срби         | Срби         |             | 22          | 6,87%       |
| Југословени  | Југословени  |             | 3           | 0,93%       |
| Мађари       | Мађари       |             | 1           | 0,31%       |
| неопредељени | неопредељени |             | 3           | 0,93%       |
| непознато    | непознато    |             | 1           | 0,31%       |
| укупно: 320  |              |             |             |             |